# بحطيط
قرية بحطيط هي إحدى القرى التابعة لمركز أبو حماد في محافظة الشرقية في جمهورية مصر العربية. حسب إحصاءات سنة 2006، بلغ إجمالي السكان في بحطيط 10904 نسمة، منهم 5620 رجل و5284 امرأة. ومن أعلامها مراد غالب وزير خارجية مصر الأسبق ومحمد الغمراوي وزير الإنتاج الحربي السابق وسوزان حسن رئيسة سابقة للتليفزيون المصري.

## تاريخها
قرية بحطيط من القرى القديمة ورد اسمها في كتب قوانين ابن مماتي والتحفة السنية في أسماء البلاد المصرية لابن الجيعان، وأنها من أعمال الشرقية. كما ذكرها ياقوت الحموي في كتاب معجم البلدان، وزعم أنها الموقع الذي ذُبحت فيه بقرة بني إسرائيل. ويُذكر أن القرية كانت تابعة لمركز الزقازيق، ولما أنشئ مركز أبو حماد سنة 1940م، ألحقت به لقربها منه.